# Universitat de Tel-Aviv

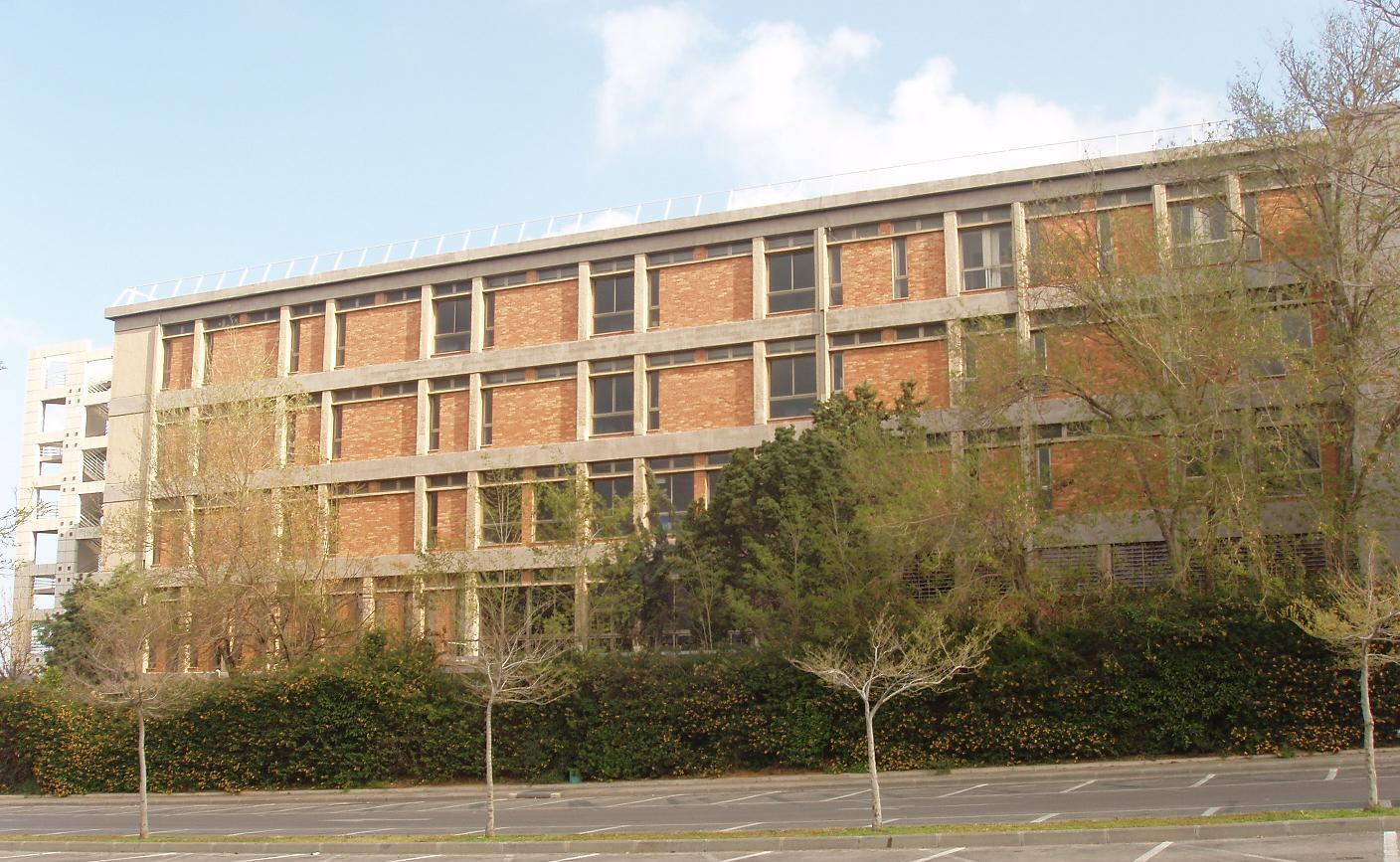
Facultat de Dret de la Universitat de Tel-Aviv

La Universitat de Tel-Aviv (en hebreu, אוניברסיטת תל אביב) és una universitat pública i una de les més importants d'Israel. La universitat té nou facultats, 106 departaments i 90 instituts de recerca.

## Història
La Universitat de Tel-Aviv es fundà l'any 1956 unint la Universitat de Dret i Economia (fundada el 1935), l'Institut de Biologia i Pedagogia (fundat el 1931) —els dos primers centres d'educació superior de Tel-Aviv— i l'Institut de Judaisme. La universitat esdevingué independent de l'ajuntament de Tel-Aviv el 1963, i aquell mateix any es construí el campus al barri de Ramat Aviv.
En aquesta zona hi havia, anteriorment, el poblat àrab d'Al-Shaikh Muannes (en àrab, الشيخ مؤنس), els habitants del qual van fugir durant la guerra araboisraeliana de 1948. Una gran part del campus es troba en els terrenys d'aquest poblat. La universitat va comprar legalment part dels terrenys, però una altra part no. La qüestió encara segueix generant crítiques tant de la part palestina com dels grups de defensa dels drets humans, especialment tenint en compte que a la Universitat hi ha l'Institut Eva i Marc Besen de Memòria Històrica. L'única casa àrab que queda del poblat al campus la fa servir actualment l'associació d'estudiants de la Universitat.

## Alumnes destacats
- Etgar Keret
- Ilan Ramon
- Guilad Zuckermann